# Principe d'universalité budgétaire
Le principe d'universalité budgétaire est l'un des six grands principes budgétaires des finances publiques en France.
Principe proche du principe d'unité. Il s'agit d'une règle fondamentale du droit budgétaire, l'universalité implique le rassemblement (dans un document unique) en une seule masse de l'ensemble des recettes brutes sur laquelle doit s'imputer l'ensemble des dépenses brutes.
Les six principes budgétaires sont :
- le principe d'annualité budgétaire ;
- le principe d'unité budgétaire ;
- le principe de spécialité budgétaire ;
- le principe d'universalité budgétaire ;
- le principe de sincérité budgétaire.

## Double acception du principe d'universalité budgétaire

### Règle de la non-compensation ou de la non-contraction
Aussi appelée règle du produit brut ou règle de la non-contraction. Ce principe a été introduit sous la Restauration, il a été réaffirmé à l'article 18 de l'ordonnance du 2 janvier 1959.
Cette règle signifie que les dépenses et les recettes doivent figurer dans la loi de finances pour le produit brut. Il ne doit pas y avoir de compensation entre elles, le budget de l'État ne doit pas afficher un solde net. Tout doit être mentionné dans la loi de finances.
Cela signifie qu'il est interdit de présenter ses prévisions de dépenses en ayant au préalable déduit le montant des recettes escomptées.
Les services administratifs ne peuvent pas se procurer par eux-mêmes des ressources en dehors des crédits qui leur sont alloués. Tout produit d'une recette doit être reversé au budget général sans pouvoir être utilisé par le service.
Cette règle est justifiée par le fait qu'elle permet aux parlementaires d'être certains qu'aucune dépense ou recette ne leur est soustraite par dissimulation de son montant réel.
Elle empêche également la constitution de « caisses noires ». Les services administratifs pourraient être tentés de se procurer des recettes accessoires afin d'accroître leurs possibilités de dépenses. La règle de la non-compensation, en exigeant que toutes les recettes soient reversées au budget général, empêche cette manœuvre au profit de la sincérité de la gestion budgétaire.

### La règle de la non-affectation
Cette règle est elle aussi apparue sous la Restauration, elle est affirmée à l'article 18 de l'ordonnance du 2 janvier 1959 repris par l'article 16 de la loi organique du 1er août 2001.
Elle interdit l'utilisation d'une recette déterminée pour le financement d'une dépense déterminée. Toutes les dépenses d'un budget doivent être couvertes par la masse commune des recettes. Ainsi, par exemple, la Cour des comptes a jugé en 1940 que chauffer le Château de Versailles avec du bois provenant du parc était une violation de la règle de l'universalité.
Cette règle complète la règle de la non-compensation, qui interdit de faire figurer au budget une somme nette résultant d'une compensation entre les recettes et les dépenses (La compensation est la règle de l'unité de caisse).
Elle est souvent critiquée car elle entraînerait une inertie administrative en empêchant les services administratifs de profiter des recettes qu'ils ont dégagées. Un des autres arguments de ses détracteurs est qu'elle empêche le contribuable de percevoir l'intérêt des impôts qu'il paie; en effet, il ne sait pas à quoi ses impôts sont utilisés car ils se confondent dans la masse budgétaire globale, c'est la règle de la non-contrepartie.

## Aménagements au principe d'universalité budgétaire

### Aménagements à la non-contraction

#### Aménagements illégaux
Les aménagements illégaux sont souvent le fait des administrateurs. Cela peut prendre la forme d'une entente avec les fournisseurs de l'administration, en les laissant, par exemple, récupérer pour leur compte de vieux matériaux en échange d'un abaissement de prix.
Un exemple de ce genre d'entente est celui de la statue de l'ancien ministre de la Marine Justin Napoléon Samuel Prosper de Chasseloup-Laubat. Son successeur, pour lui rendre hommage, avait décidé de lui ériger une statue. Il avait pour cela récupéré le bronze de vieux canons désaffectés. Cette infraction a été dénoncée par la Cour des comptes.
Cette technique n'est cependant pas sans risques pour ceux qui la pratiquent. L'administrateur peut être justifiable devant la Cour des comptes qui peut le condamner à une amende ou le déclarer en débet.

#### Aménagements légaux
Ils sont peu nombreux.
- Tout d'abord, il existe un aménagement au principe d'universalité budgétaire en ce qui concerne 3 catégories de comptes spéciaux du Trésor (les comptes du commerce, les comptes de règlement avec les gouvernements étrangers et les comptes d'opérations monétaires, dont la célèbre redevance audiovisuelle). Pour ces comptes, les documents budgétaires ne mentionnent qu'une autorisation de découvert, ce qui correspond au résultat d'une compensation entre les dépenses et les recettes.

- Un autre aménagement résulte du décret du 28 février 1940. La compensation est tolérée dans certains cas strictement encadrés. Une administration peut, dans certains cas, réutiliser directement et au profit du service, les moyens matériels dont elle dispose mais à la condition que cette réutilisation serve le même objet. L'administration peut également fournir des matières à un entrepreneur en vue de la réalisation d'une production.

Ces techniques sont souvent utilisées par le Ministère de la Défense.
- Les comptes d'affectations spéciales sont une exception à cette règle.

### Aménagements à la non-affectation
Ils sont très nombreux. Leur nombre est tel que l'existence des principes d'universalité et de non-affectation des recettes aux dépenses est discutable.

#### Procédures comptables particulières
Il en existe deux qui sont prévues aux articles 18 et 19 de l'ordonnance du 2 janvier 1959, plus une autre qui résulte de la loi relative aux lois de finances (LOLF).
- La procédure des fonds de concours: Cette procédure concerne les dons faits par une personne privée ou publique à certains services administratifs. Ces services ont la possibilité de recevoir ces subventions, dons ou legs, de les porter en recette au budget, puis d'ouvrir un crédit supplémentaire du même montant par arrêté du Ministre des Finances.
- La procédure du rétablissement de crédits: Cette procédure permet d'affecter le remboursement d'une dépense au budget et au chapitre qui l'ont initialement supportée. Ces rétablissements de crédits doivent être exercés au cours de l'exercice qui a supporté la dépense ou au cours de l'exercice suivant.
- L'attribution de produits : Cette procédure est donc instituée par l'article 17 de la LOLF. Les recettes tirées de la rémunération de prestations fournies par un service de l'État pourront faire l'objet d'une procédure d'attribution de produits. Les crédits ouverts dans cette procédure seront affectés aux services concernés.

#### Budgets annexes et comptes spéciaux
Ils peuvent déroger à la règle de la non-affectation :
- les budgets annexes du contrôle aérien et des publications officielles : comme ils couvrent des services à caractère industriel et commercial, il est logique qu'ils puissent bénéficier de leurs recettes. Les budgets annexes sont des services de l'État non dotés de la personnalité morale et réalisant une production de biens ou de services donnant lieu au paiement de prestations. Depuis 2007, seuls demeurent deux budgets annexes : contrôle et exploitation aériens et publications officielles (ex-Journaux Officiels). Chaque budget annexe est assimilé à une mission et fait l'objet d'un vote ;
- les comptes spéciaux (anciennement appelés comptes spéciaux du Trésor) : d'une manière générale, ils dérogent à toutes les règles de la non-affectation ;
- de très nombreux impôts sont affectés à une dépense, bien que le fait qu'ils n'apparaissent pas dans les comptes de l'État fait oublier ces affectations.
  - Huit exemples :
    1. Taxe sur les sociétés d'autoroutes affectée à l'agence de financement des infrastructures ;
    2. Une part du produit des amendes « radar » est affectée à la même agence ;
    3. Taxe d'aménagement du territoire affectée à la même agence ;
    4. Des impôts sur les installations nucléaires sont affectés à l'Autorité de sûreté et à l'agence nationale des déchets radioactifs ;
    5. La redevance audiovisuelle est affectée à France Télévision, Radio France, l'audiovisuel extérieur de la France ;
    6. Une part des taxes foncières et d'habitation est affectée au projet d'aménagement du territoire « Grand Paris » ;
    7. La CSG est affectée à l'assurance maladie ;
    8. La CRDS est affecté à la caisse d'amortissement de la dette sociale (exemple rare de caisse d'amortissement dont le nombre d'obligations ne cesse d'augmenter au fil du temps).

#### Prélèvements sur recettes
Cette technique consiste à verser à certains organismes des recettes que l'État a perçues, sans faire figurer ces versements comme dépenses de son budget. Elle est souvent utilisée au profit des collectivités locales et des communautés européennes.
Cette technique n'est pas prévue dans l'ordonnance du 2 janvier 1959, mais elle a été admise par le Conseil constitutionnel, dans une décision du 29 décembre 1982, sous certaines conditions : que l'opération d'abord soit légalement justifiée (exemple : loi qui attribue aux régions une fraction de TIPP), et que les montants et leurs destinations soient ensuite bien déterminés (ils doivent être mentionnés dans l'état législatif Annexe-A de la loi de finances).
Cette technique est reconnue par la LOLF dans son article 6.